# Intensidad eléctrica de Planck
La intensidad de Planck es la unidad de intensidad eléctrica, denotada por Ip, en el sistema de unidades naturales conocido como las unidades de Planck.
Se define como:
{\displaystyle I_{p}={\cfrac {q_{p}}{t_{p}}}={\sqrt {\cfrac {c^{6}4\pi \varepsilon _{0}}{G}}}\;\approx \;3.479\times 10^{25}\;\mathrm {A} }
donde:
- {\displaystyle q_{p}=(c\hbar 4\pi \varepsilon _{0})^{\frac {1}{2}}} es la carga de Planck
- {\displaystyle t_{p}=(\hbar G/c^{5})^{\frac {1}{2}}} es el tiempo de Planck
- {\displaystyle \varepsilon _{0}} = permitividad en el vacío
- {\displaystyle \hbar } es la constante reducida de Planck
- G es la constante de gravitación universal
- c es la velocidad de la luz en el vacío

La intensidad de Planck es aquella que, en un material conductor, lleva una carga de Planck en un tiempo de Planck.
También se puede definir como la intensidad constante que, si se mantiene en dos hilos conductores rectos y paralelos de longitud infinita y de radio despreciable, separados entre sí por una distancia de una longitud de Planck en el vacío, se produciría entre estos dos conductores una fuerza igual a una fuerza de Planck por longitud de Planck.
- Datos: Q1196846